# Criconema princeps
Criconema princeps is een rondwormensoort uit de familie van de Criconematidae. De wetenschappelijke naam van de soort is voor het eerst geldig gepubliceerd in 1962 door Andrássy.